# Pieter Stolk
Pieter Stolk (Ridderkerk, 2 april 1945 – Blaricum, 7 februari 2007) was een Nederlands musicus en dirigent. In de loop der jaren zijn vele composities en arrangementen van zijn hand verschenen. Hij componeerde orgelwerken, koraalcantates en andere koorwerken.
Pieter Stolk studeerde aan het Rotterdams Conservatorium met orgel als hoofdvak bij Arie J. Keijzer. In koordirectie bekwaamde hij zich tijdens een studie bij Herman de Wolff. Vele koren hebben onder zijn leiding gezongen. In 1973 begon Pieter Stolk zijn loopbaan bij de Evangelische Omroep als hoofdmedewerker muziek. Hij maakte daar onder meer de televisieseries Ars Musica en Nederlandse Orgelpracht. Zeer bekend werd ook de serie met klassieke muziek in het televisieprogramma Middernacht Klassiek, waarvoor ruim 100 programma's werden gemaakt. Vanaf 1991 bekleedde hij de functies van zenderredacteur Radio 4 en eindredacteur Nederland zingt.
In 2006 vierde Pieter Stolk zijn 25-jarig jubileum als dirigent van het koor Vox Jubilans uit Waddinxveen. Tijdens een groot jubileumconcert op 28 oktober in de St. Janskerk te Gouda werd de Reformations Kantate uitgevoerd, die Pieter Stolk in 1983 componeerde. 
Pieter Stolk overleed op 61-jarige leeftijd.